# KK Kvarner 2010
O Košarkaški klub Kvarner 2010 (português: Kvarner 2010 Basquetebol Clube) é um clube profissional de basquetebol sediado na cidade de Rijeka, Condado Litoral-Serrano, Croácia que atualmente disputa a Liga Croata. Foi fundado em 2010 e manda seus jogos na Dvorana Dinko Lukarić que possui 1100 espectadores.